# Microsoft Publisher
Microsoft Publisher (ex Microsoft Office Publisher) es una aplicación descontinuada de maquetación y diseño gráfico de Microsoft. Sus principales competidores son LibreOffice Draw, Adobe InDesign y Canva. Publisher solo está disponible para sistemas operativos Microsoft Windows.
Publisher esta descontinuado desde el año 2021, pero tiene soporte hasta el 1 octubre de 2026 y sigue siendo accesible para los usuarios de la Suite Microsoft 365 (ex Office 365).

## Características
Microsoft Publisher es un programa que provee un historial simple de edición similar al de su producto hermano Word, pero a diferencia de éste no proporciona una posibilidad integrada.
Ayuda a crear, personalizar y compartir con facilidad una amplia variedad de publicaciones y material de marketing. Incluye una variedad de plantillas, instaladas y descargables desde su sitio web. Permite generar desde folletos informativos hasta tarjetas personalizadas.

## Porción de mercado
Su posición como una aplicación de «nivel de entrada» agrava algunas de su limitaciones, como las tipografías no disponibles y la imposibilidad de mostrar objetos incrustados (object embedding) en otras computadoras. No obstante, Publisher proporciona herramientas para empaquetar múltiples archivos en un único archivo auto-extraíble y así lidiar con este problema. Algunas típicas características de una aplicación de alto nivel de este tipo, como las transparencias, el sombreado de objetos y la exportación directa a formato PDF no son funcionales o directamente no están soportadas en versiones  anteriores a 365.
Sin embargo, las versiones recientes del producto tienen una mayor capacidad en relación con la separación y el procesamiento de varios (niveles de) colores. Microsoft Publisher 2007 también incluye la capacidad para la exportación de archivos en formato PDF, con la posibilidad de incluir o incrustar (embed) las propias fuentes tipográficas dentro de ellos garantizando así su fiel reproducción en computadoras que no tienen instaladas muchas tipografías. No obstante, esta característica está disponible como una descarga adicional desde el sitio  de Microsoft.
Publisher tiene un formato propietario con extensión PUB. Coreldraw X4 y LibreOffice son capaces de leer PUB en modo solamente lectura. No debe confundirse con la misma extension PUB de Adobe PageMaker.
Microsoft Publisher está incluido en la suite oficial de Microsoft Office.

### Versiones
- 1991 Microsoft Publisher 1, para Windows,
- 1993 Microsoft Publisher 2, para Windows,
- 1995 Microsoft Publisher 3, también conocido como «El editor para Windows 95»,
- 1996 Microsoft Publisher 97 (Windows 95)
- 1998 Microsoft Publisher 98 (Windows 95 y superior), incluido en el SDK de Office 97
- 1999 Microsoft Publisher 2000 (Windows 95 y superior), incluido en las versiones Small Business, Professional, Premium y Desarrolladores de Office 2000
- 2001 Microsoft Publisher 2002 (Windows 98 y superior), incluido en Office XP Professional, así como en una versión especial llamada justamente Professional Special Edition
- 2003 Microsoft Office Publisher 2003 (Windows 2000 SP3 y superior), incluido en las versiones Small Business, Professional y Enterprise Professional.
- 2007 Microsoft Office Publisher 2007 (Windows XP SP2 y superior), incluido en las versiones Pequeñas y Medianas Empresas, Profesionales y Comercios, Professional Plus y Ultimate
- 2010 Microsoft Office Publisher 2010 (Windows XP SP3 y superior), incluido en las versiones Home Edition, Professional Edition y Enterprise
- 2013 Microsoft Office Publisher 2013 (Windows 7 SP1 y superior), incluido en las versiones Home Premium, Professional, Office 365 (en sus dos versiones)
- 2016 Microsoft Office Publisher 2016 (Windows 7 SP1 y superior), incluido en las versiones Standard (licencia por volumen), Professional, Professional Plus, y Office 365 (en sus dos versiones)
- 2019 Microsoft Office Publisher 2019 (Windows 10 y superior), incluido en las versiones Standard (licencia por volumen), Professional, Professional Plus, y Office 365 (en sus dos versiones)
- 2021 Microsoft Office Publisher 2021 (Windows 10 y superior), incluido en las versiones Standard (licencia por volumen), Professional, Professional Plus, y Office 365 (en sus dos versiones), última versión con soporte hasta octubre de 2026.

## Descontinuación
Según un comunicado oficial de Microsoft, Microsoft Publisher dejará de recibir soporte a partir de octubre de 2026, según dicho comunicado, todas las funciones disponibles de Microsoft Publisher ya se encuentran disponibles dentro de las licencias mensual y anual de Microsoft 365, así como la licencia de pago único, Microsoft recomienda usar sus aplicaciones Designer, Word y PowerPoint. A partir de entonces no se incluirá en futuras versiones de Microsoft 365 tras el final del soporte ambos tipos de licencias)